# Ernst Dohlus
Ernst Dohlus (* 14. März 1947 in Traunstein) ist ein deutscher Journalist und Medienmanager.

## Leben
Ernst Dohlus studierte nach dem Abitur am Chiemgau-Gymnasium Traunstein und dem Grundwehrdienst Volkswirtschaftslehre an der Universität München (1969 bis 1973). Er arbeitete in diesen Jahren auch als Journalist beim Traunsteiner Wochenblatt (heute Traunsteiner Tagblatt), beim Handelsblatt. Von 1974 bis 1990 war er Redakteur beim Wirtschaftsfunk im Bayerischen Rundfunk (BR), Wirtschaftsredakteur beim Westdeutschen Rundfunk, Auslandskorrespondent im Iran und beim Sender Freies Berlin für die Welle SFB 2 verantwortlich.
Von 1990 bis 1993 war er Beauftragter des SFB-Intendanten für die Auflösung des Rundfunks der DDR und die Neuordnung des Rundfunks in Ostdeutschland. Anschließend leitete er bis 2000 die Hauptabteilung Allgemeine Verwaltung des SFB und war verantwortlich für den Bau des ARD-Hauptstadtstudios Berlin. Von 2000 bis 2012 leitete er die Hauptabteilung „Produktion und Sendung Hörfunk“ des Bayerischen Rundfunks und trieb dort die Entwicklung von Digitalradio, Surround-Sound im Radio und das Verkehrstelematik-System TPEG voran. Seit 2012 arbeitet er als Berater und freier Journalist.

## Veröffentlichungen
- Zehntausendmal „Rund um die Berolina“ – 36 Jahre lokales Hörfunkprogramm, hrsg. von der Presse- und Informationsstelle des SFB, Berlin 1984
- Der schwierige Weg zu neuen Strukturen – Vom Rundfunk und Fernsehen der DDR zur Einrichtung, in: SFB-Werkstattheft 19 „Rundfunk im Umbruch“, hrsg. vom SFB, Berlin 1991, ISBN 3-922564-19-4
- Augen und Ohren nach Westen gerichtet? Zuschauer- und Hörerverhalten in den neuen Bundesländern, in: ARD-Jahrbuch 91, hrsg. von der ARD, Hans-Bredow-Verlag, Hamburg 1992
- ARD-Hauptstadtstudio Berlin, hrsg. von der Bauherrengemeinschaft ARD-HSB, Berlin 1999
- Bedeutung der Archive für den Rundfunk, in: FKT 3 / 2011, ISSN 1430-9947[1]

## Auszeichnungen
- Ernst-Schneider-Preis 1978 und 1980[2]